# Ponder Nothing
Ponder Nothing (укр. Не помишляє) — музичний твір Бена Джонстона, написаний 1989 року.
Ponder Nothing — один з пізніх творів американського композитора Бена Джонстона, написаний 1989 року. Інструментальна композиція для кларнета є набором варіацій на тему християнської композиції «Let all mortal flesh keep silence» (укр. Нехай мовчить усяка плоть людська), а її назва запозичена з тексту пісні: «Нехай мовчить усяка плоть людська і нехай стоїть зі страхом і трепетом, і ні про що земне в собі нехай не помишляє». Релігійна тематика була відображенням поглядів самого Джонстона: він був католиком, але також цікавився дзен-буддизмом.
Композиція складається з тринадцяти варіацій, кожна з яких триває шість тактів та написана в тональності мі мажор. Композиція є мікротональною, тобто містить інтервали, менші за півтон, зокрема 7-й, 11-й та 13-й обертони, які мали на меті досягти акустично чистішого звучання. На думку критика Кайла Ганна, «настроювання має чистоту, яку зрозумів би анонімний середньовічний автор мелодії».
1993 року композиція увійшла до музичного альбому ансамблю Music Amici Ben Johnston: Ponder Nothing, що вийшов на лейблі New World Records; її виконав Чарльз Ясскі (кларнет). 2002 року вона увійшла до альбому Сюзен Фанчер Ponder Nothing, виданого на лейблі Innova Recordings, але була зіграна на саксофон-альті.